# Kinas Grand Prix 2014
Kinas Grand Prix 2014 var det andra av 19 lopp i formel 1-VM 2014.

## Rapport
Säsongens fjärde deltävling kördes på Shanghai International Circuit i Shanghai. Under fredagsträningarna visade sig Fernando Alonso i Ferrari mycket snabb och var den största utmanaren till Mercedes. Detta fortsatte dock inte i det regniga kvalet då Mercedes med Lewis Hamilton var snabbast av alla, näst snabbast var Daniel Ricciardo för Red Bull och tredje snabbast var Sebastian Vettel, även han för Red Bull. Nico Rosberg hade problem med sina bromsar och blev därmed fjärde snabbast, Fernando Alonso blev femma. Pastor Maldonado hade så stora problem med sin bil att han inte kunde köra kvalet och fick därmed starta sist. Marcus Ericsson hade, precis som Nico Rosberg, problem med bromsarna och var tjugonde snabbaste efter kvalets slut.
In i första kurvan blev det några sammanstötningar, först mellan Fernando Alonso och Felipe Massa och sedan mellan Nico Rosberg och Valtteri Bottas. Rosberg gjorde en dålig start och tappade tre platser efter första kurvan, detta visade sig i efterhand bero på att han inte hade någon telemetri och att hans ingenjörer därmed inte kunde ändra kopplingsinställningarna till det perfekta. Men Rosbergs bil var så mycket snabbare än de andra att han lätt kunde komma upp till tredje plats och några varv senare även andra plats. På varv 55, ett varv innan målgång, skedde ett misstag som gjorde att målflaggan kom ut. När ett sådant misstag sker backas resultatet ett varv vilket i detta fallet gjorde att Kamui Kobayashis omkörning på Jules Bianchi under sista varvet inte räknades. Lewis Hamilton tog sin tredje raka seger, före Nico Rosberg, som tog sin tredje raka andraplats. Fernando Alonso slutade på tredje plats, strax före Daniel Ricciardo på fjärde plats och Sebastian Vettel på femte plats. Marcus Ericsson hade återigen ett tungt race, då han kom sist i mål.

## Kvalet

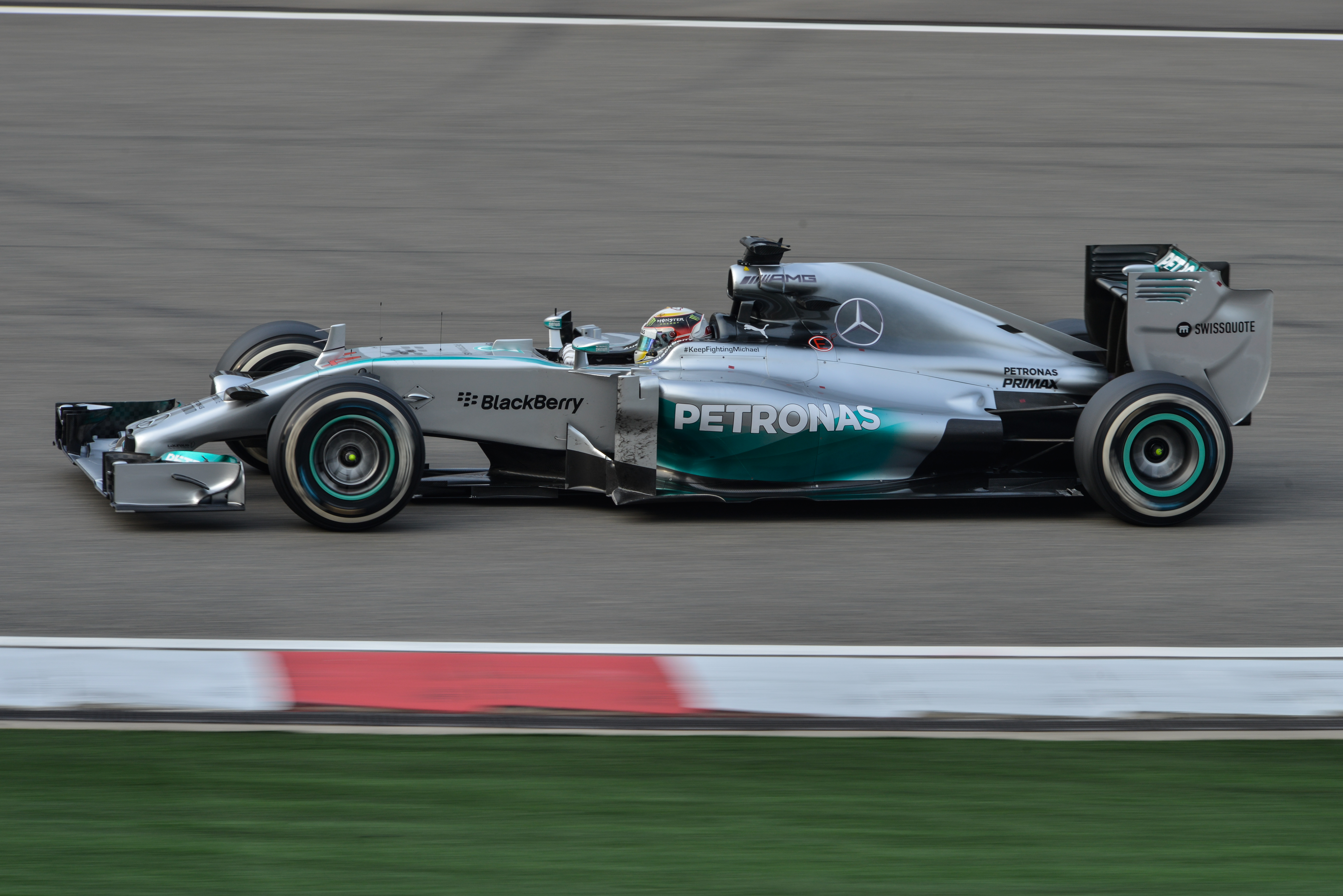
Lewis Hamilton tog pole position och vann loppet.

| KR. | Nr | Förare            | Konstruktör          | Q1         | Q2       | Q3       | Grid |
| --- | -- | ----------------- | -------------------- | ---------- | -------- | -------- | ---- |
| 1   | 44 | Lewis Hamilton    | Mercedes             | 1.55,516   | 1.54,029 | 1.53,860 | 1    |
| 2   | 3  | Daniel Ricciardo  | Red Bull-Renault     | 1.56,641   | 1.55,302 | 1.54,455 | 2    |
| 3   | 1  | Sebastian Vettel  | Red Bull-Renault     | 1.55,926   | 1.54,499 | 1.54,960 | 3    |
| 4   | 6  | Nico Rosberg      | Mercedes             | 1.56,058   | 1.55,294 | 1.55,143 | 4    |
| 5   | 14 | Fernando Alonso   | Ferrari              | 1.56,961   | 1.55,765 | 1.55,637 | 5    |
| 6   | 19 | Felipe Massa      | Williams-Mercedes    | 1.56,850   | 1.56,757 | 1.56,147 | 6    |
| 7   | 77 | Valtteri Bottas   | Williams-Mercedes    | 1.56,501   | 1.56,253 | 1.56,282 | 7    |
| 8   | 27 | Nico Hülkenberg   | Force India-Mercedes | 1.55,913   | 1.56,847 | 1.56,366 | 8    |
| 9   | 25 | Jean-Éric Vergne  | Toro Rosso-Renault   | 1.57,477   | 1.56,584 | 1.56,773 | 9    |
| 10  | 8  | Romain Grosjean   | Lotus-Renault        | 1.58,411   | 1.56,407 | 1.57,079 | 10   |
| 11  | 7  | Kimi Räikkönen    | Ferrari              | 1.58,279   | 1.56,860 |          | 11   |
| 12  | 22 | Jenson Button     | McLaren-Mercedes     | 1.57,783   | 1.56,963 |          | 12   |
| 13  | 26 | Daniil Kvyat      | Toro Rosso-Renault   | 1.57,261   | 1.57,289 |          | 13   |
| 14  | 99 | Adrian Sutil      | Sauber-Ferrari       | 1.58,138   | 1.57,393 |          | 14   |
| 15  | 20 | Kevin Magnussen   | McLaren-Mercedes     | 1.57,369   | 1.57,675 |          | 15   |
| 16  | 11 | Sergio Pérez      | Force India-Mercedes | 1.58,362   | 1.58,264 |          | 16   |
| 17  | 21 | Esteban Gutiérrez | Sauber-Ferrari       | 1.58,988   |          |          | 17   |
| 18  | 10 | Kamui Kobayashi   | Caterham-Renault     | 1.59,260   |          |          | 18   |
| 19  | 17 | Jules Bianchi     | Marussia-Ferrari     | 1.59,326   |          |          | 19   |
| 20  | 9  | Marcus Ericsson   | Caterham-Renault     | 2.00,646   |          |          | 20   |
| 21  | 4  | Max Chilton       | Marussia-Ferrari     | 2.00,865   |          |          | 21   |
| 22  | 13 | Pastor Maldonado  | Lotus-Renault        | Ingen tid1 |          |          | 22   |

| Vidare från första kvalrundan ▬▬ Vidare från andra kvalrundan ▬▬ |

- ^1  — Pastor Maldonado misslyckades att sätta en tid i den första kvalomgången.[9]

## Loppet

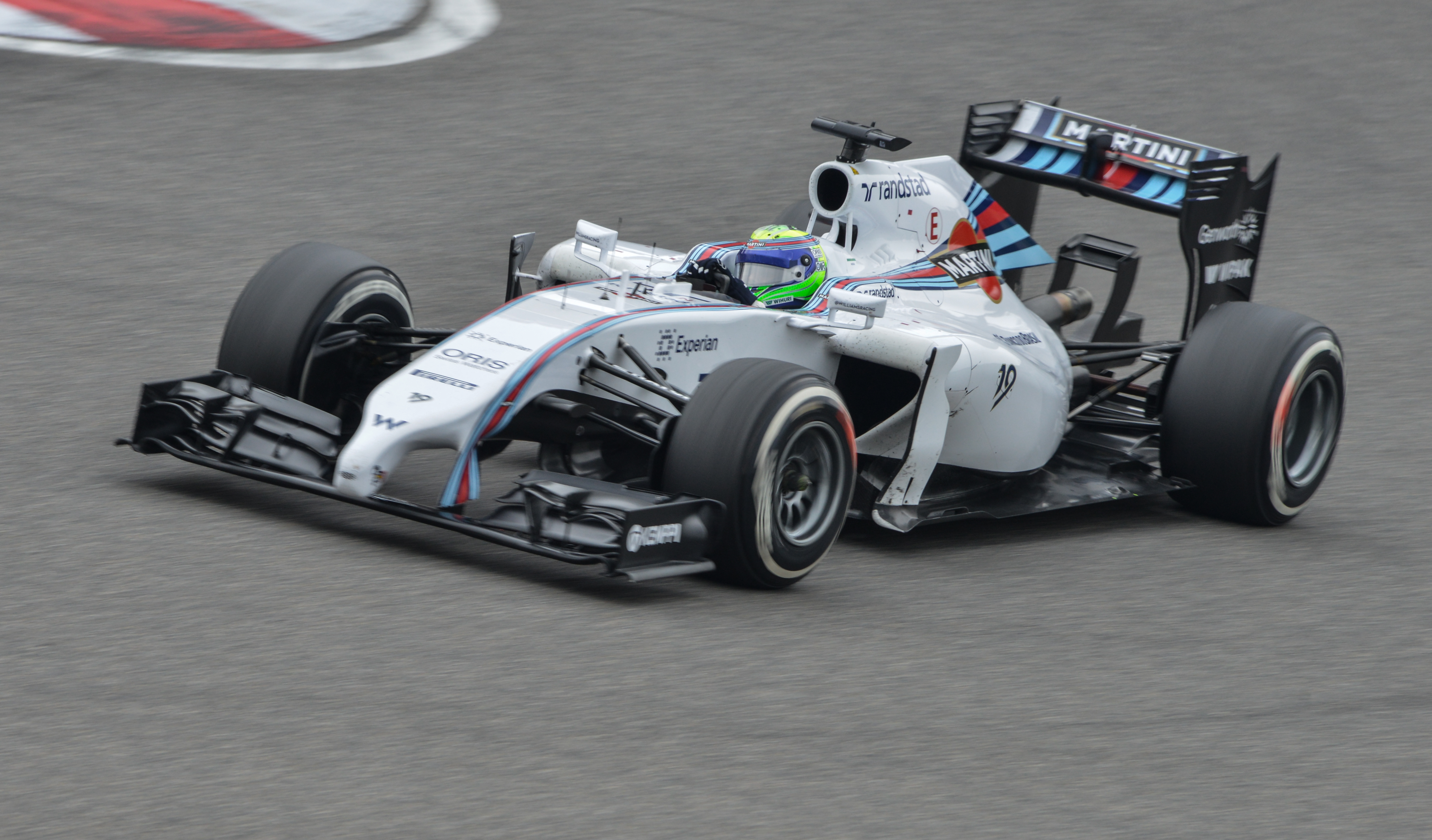
Felipe Massa var involverad i en kollision på det första varvet, men kunde köra vidare.

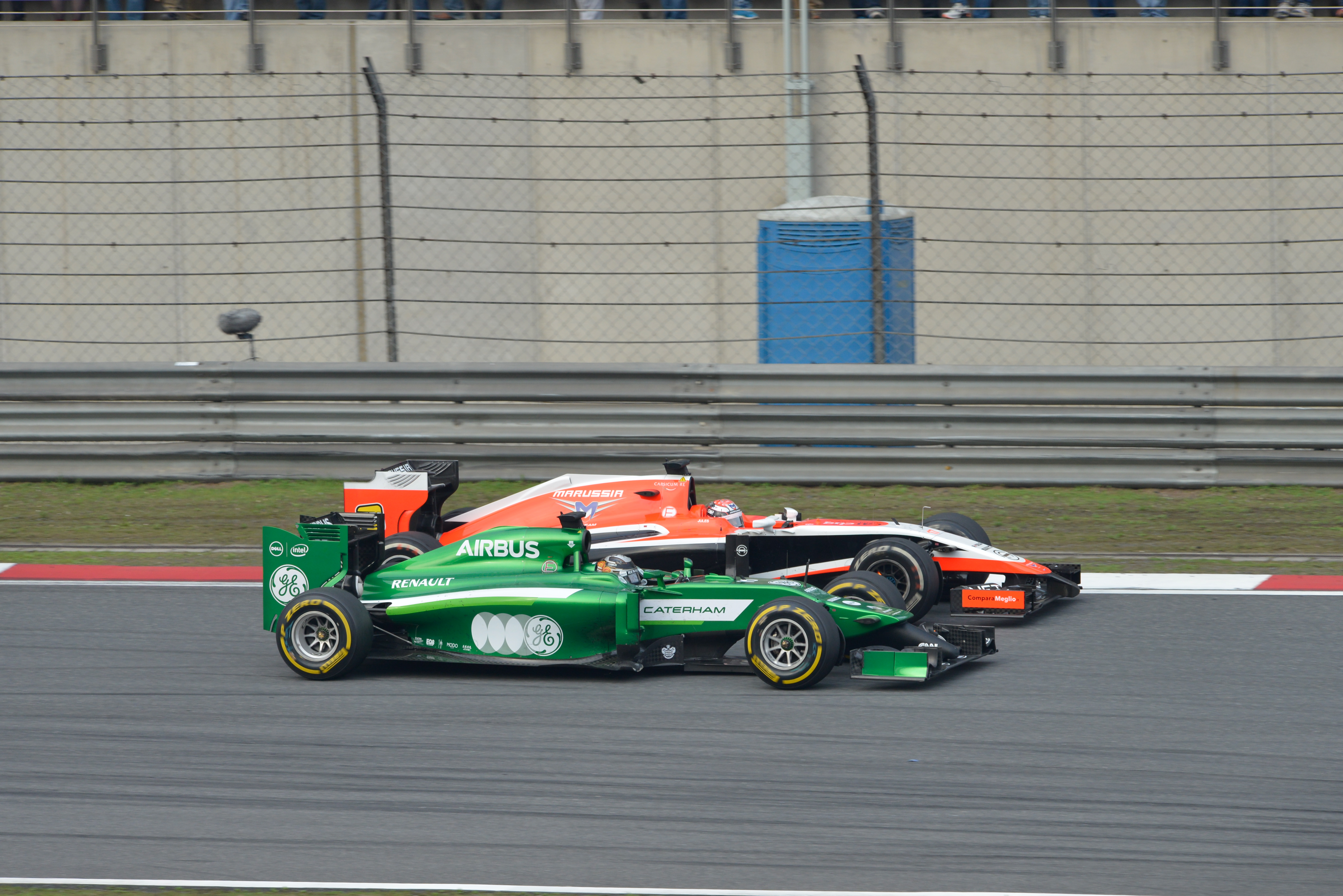
Kamui Kobayashis omkörning på Jules Bianchi under det sista varvet räknades inte.

| Pos. | Nr | Förare            | Konstruktör          | Varv | Tid         | Grid | P  |
| ---- | -- | ----------------- | -------------------- | ---- | ----------- | ---- | -- |
| 1    | 44 | Lewis Hamilton    | Mercedes             | 54   | 1:33.28,338 | 1    | 25 |
| 2    | 6  | Nico Rosberg      | Mercedes             | 54   | +18,686     | 4    | 18 |
| 3    | 14 | Fernando Alonso   | Ferrari              | 54   | +25,765     | 5    | 15 |
| 4    | 3  | Daniel Ricciardo  | Red Bull-Renault     | 54   | +26,978     | 2    | 12 |
| 5    | 1  | Sebastian Vettel  | Red Bull-Renault     | 54   | +51,012     | 3    | 10 |
| 6    | 27 | Nico Hülkenberg   | Force India-Mercedes | 54   | +57,581     | 8    | 8  |
| 7    | 77 | Valtteri Bottas   | Williams-Mercedes    | 54   | +58,145     | 7    | 6  |
| 8    | 7  | Kimi Räikkönen    | Ferrari              | 54   | +1.23,990   | 11   | 4  |
| 9    | 11 | Sergio Pérez      | Force India-Mercedes | 54   | +1.26,489   | 16   | 2  |
| 10   | 26 | Daniil Kvyat      | Toro Rosso-Renault   | 53   | +1 varv     | 13   | 1  |
| 11   | 22 | Jenson Button     | McLaren-Mercedes     | 53   | +1 varv     | 12   |    |
| 12   | 25 | Jean-Éric Vergne  | Toro Rosso-Renault   | 53   | +1 varv     | 9    |    |
| 13   | 20 | Kevin Magnussen   | McLaren-Mercedes     | 53   | +1 varv     | 15   |    |
| 14   | 13 | Pastor Maldonado  | Lotus-Renault        | 53   | +1 varv     | 22   |    |
| 15   | 19 | Felipe Massa      | Williams-Mercedes    | 53   | +1 varv     | 6    |    |
| 16   | 21 | Esteban Gutiérrez | Sauber-Ferrari       | 53   | +1 varv     | 17   |    |
| 17   | 17 | Jules Bianchi     | Marussia-Ferrari     | 53   | +1 varv     | 19   |    |
| 18   | 10 | Kamui Kobayashi   | Caterham-Renault     | 53   | +1 varv     | 18   |    |
| 19   | 4  | Max Chilton       | Marussia-Ferrari     | 52   | +2 varv     | 21   |    |
| 20   | 9  | Marcus Ericsson   | Caterham-Renault     | 52   | +2 varv     | 20   |    |
| Ret  | 8  | Romain Grosjean   | Lotus-Renault        | 28   | Växellåda   | 10   |    |
| Ret  | 99 | Adrian Sutil      | Sauber-Ferrari       | 5    | Motor       | 14   |    |

| Förare och stall som tog poäng ▬▬ |

## Ställning efter loppet
|     | Pos. | Förare           | Poäng |
| --- | ---- | ---------------- | ----- |
| ▬   | 1    | Nico Rosberg     | 79    |
| ▬   | 2    | Lewis Hamilton   | 75    |
| ▲ 1 | 3    | Fernando Alonso  | 41    |
| ▼ 1 | 4    | Nico Hülkenberg  | 36    |
| ▲ 1 | 5    | Sebastian Vettel | 33    |

|     | Pos. | Konstruktör          | Poäng |
| --- | ---- | -------------------- | ----- |
| ▬   | 1    | Mercedes             | 154   |
| ▲ 2 | 2    | Red Bull-Renault     | 57    |
| ▼ 1 | 3    | Force India-Mercedes | 54    |
| ▲ 1 | 4    | Ferrari              | 52    |
| ▼ 2 | 5    | McLaren-Mercedes     | 43    |

- Notering: Endast de fem bästa placeringarna i vardera mästerskap finns med på listorna.